# Cornelius (Oregón)
Cornelius es una ciudad ubicada en el condado de Washington en el estado estadounidense de Oregón. En el año 2007 tenía una población de 10,895 habitantes y una densidad poblacional de 613.5 personas por km².

## Geografía
Cornelius se encuentra ubicada en las coordenadas 45°31′7″N 123°3′19″O / 45.51861, -123.05528.

## Demografía
Según la Oficina del Censo en 2000 los ingresos medios por hogar en la localidad eran de $45,959, y los ingresos medios por familia eran $49,456. Los hombres tenían unos ingresos medios de $32,164 frente a los $25,207 para las mujeres. La renta per cápita para la localidad era de $15,290. Alrededor del 16.1% de la población estaban por debajo del umbral de pobreza.